# Іванас Стаповичюс
Іванас Стаповичюс (лит. Ivanas Stapovičius; 14 липня 1980, Вільнюс) — литовський боксер, призер чемпіонату Європи.

## Спортивна кар'єра
Іванас Стаповичюс входив до складу збірної Литви протягом 1994—2004 років.
На чемпіонаті Європи 1998 завоював срібну медаль після перемог над Марчелло Фодді (Італія) — 10-4, Рафаелем Лосано (Іспанія) — 9-5 та Палом Лакатош (Угорщина) — 13-7 і поразки в фіналі від Сергія Казакова (Росія) — 0-4.
На чемпіонаті світу 1999 програв в першому бою Алексану Налбандяну (Росія) — 10-11.
На Олімпійських іграх 2000 Іванас Стаповичюс переміг Мухамеда Кізіто (Уганда) — 9-3 та Ліборіо Ромеро (Мексика) — 24-11 і програв в чвертьфіналі Кім Ин Чхоль (Північна Корея) — 10-22.
Після Олімпіади 2000 Стаповичюс перейшов до найлегшої категорії.
На чемпіонаті світу 2001 програв в другому бою Жерому Тома (Франція) — 9-19.
На чемпіонаті Європи 2002 програв в першому бою Рудіку Казанджян (Кипр) — RSCO 2.
На чемпіонаті світу 2003 програв в першому бою Тулашбою Донійорову (Узбекистан) — 3-25.
На кваліфікаційному чемпіонаті Європи 2004 Стаповичюс програв в другому бою Богдану Добреску (Румунія) і завершив виступи.